# Letiště Johna Lennona Liverpool
Letiště Johna Lennona Liverpool (IATA: LPL, ICAO: EGGP, anglicky Liverpool John Lennon Airport) je mezinárodní letiště, které obsluhuje severozápadní Anglii. Během druhé světové války bylo letiště provozováno Royal Air Force (RAF) a známé bylo jako RAF Speke. Letiště leží ve městě Liverpool na břehu ústí řeky Mersey asi 12 km jihovýchodně od centra města. Původní název byl Speke Airport, ale v roce 2001 bylo přejmenováno podle liverpoolského hudebníka Johna Lennona z The Beatles. Z letiště jsou vypravovány místní lety, dále lety do Evropy a Severní Afriky.
Mezi lety 1997-2007 bylo jedním z nejrychleji rostoucích letišť v Evropě - roční počet cestujících se zvýšil z 689 468 v roce 1997 na 5 470 000 v roce 2007. Navzdory tomu, že počet cestujících se v roce 2016 snížil na cca 4 800 000, i tak šlo o nárůst o 11,1% oproti roku 2015, což z něj činí dvanácté nejrušnější letiště ve Spojeném království. V roce 2017 zde bylo odbaveno 4,95 milionu cestujících, což je 3% růst oproti roku 2016.